# Gymnophora carina
Gymnophora carina är en tvåvingeart som beskrevs av Brown 1987. Gymnophora carina ingår i släktet Gymnophora och familjen puckelflugor. Inga underarter finns listade i Catalogue of Life.